# Abbaye du Val-Chrétien
L'abbaye du Val-Chrétien, Vallis Chritiana, est une abbaye de chanoines de l'ordre de Prémontré située à Bruyères-sur-Fère (Aisne), sur le bord de l'Ourcq.

## Historique
L'abbaye est fondée en 1134 par Raoul ou Rodolphe de Cramaille et son épouse Gilla ou Gilsa, qui donnent leur fief de Reincourt, fondation confirmée par Josselin de Vierzy, évêque de Soissons et le pape Eugène III. Les premiers chanoines viennent de l'abbaye Saint-Martin de Laon. Thibaud IV de Champagne lui donne en 1142 des terres et des droits féodaux près de Dormans. Une communauté de femmes s'établit dans l'enclos de l'abbaye. Ces religieuses sont transférées en 1145, pour former abbaye de Sainte-Croix de Dormans.
Pendant la guerre de Cent Ans, les Anglais brûlent l'abbaye et emmènent les religieux prisonniers. Un seul moine, Pierre, reste dans l'abbaye en ruine. Le péril passé, il demande, à Pierre Dupont, abbé de Saint-Martin de Laon, de pourvoir Val-Chrétien, fille de son abbaye, d'un abbé et de religieux. Il est élu abbé, rappelle les frères errants et rachète les prisonniers.
Le 13 février 1790, l'Assemblée constituante prononce l'abolition des vœux monastiques et la suppression des congrégations religieuses. Les moines prêtent serment à la constitution civile du clergé. L'abbaye est fermée. L’inventaire de ses biens est dressé. L'abbaye est mise en vente, comme bien national, en 1791. L'abbaye est transformée en ferme.
Les restes de l'ancienne église font l'objet d'une inscription au titre des monuments historiques par arrêté du 5 juin 1928. L'aile ouest du cloître, les anciennes granges et porterie datée 1728, l'ancienne grange médiévale, les murs sur la rue de Val Chrétien, le logis de l'abbé, l'ancien portail font l'objet d'une inscription complémentaire par arrêté du 30 août 2022.

## Abbés
D'après Gallia Christiana

### Abbés réguliers
- ~1134 : Uusus, premier abbé venant de l'abbaye Saint-Martin de Laon.
- ~1142 : Grimaldus ou Grimald
- ~1147 : Maurice
- ~1175 : Barthélemy
- Gaultier
- ~1190 : Odo ou Eudes
- ~1210 : Pierre
- 1220-1226 : Eustache de Lens[note 1], abbé du Valsery (1214-1220)
- ~1243-1274 : Pierre II, peut être le même que Pierre I
- ~1258 : Gilles
- ~1282 : Jean I peut être le même que Jean II (†1305)
- ~1319 : Michel
- ~1342 : Poncardus
- - : Nicolas, abbé de Monceaux
- 1402-1415 : Jean III Aupoix
- - : Pierre III de Soissons (†1453)
- ~1454 : Dominique
- Jean IV
- Gilles II (†1493)
- 1513-1524 : Benoit de Corbie
- ~1521 : Nicolas II Bauqueren ou Vauqueson, moine de Saint-Remi de Reims

### Abbés commendataires
Comme la plupart des monastères de France par le concordat de 1516, la mise en commende s’appliqua au Val-Chrétien  :

#### Ecclésiastiques
- 1530-1533 : Symphorien Bullioud, évêque de Soissons, premier abbé commendataire ecclésiastique ou régulier
- -1540 : Pierre de Foville, archidiacre de Lisieux, procureur du cardinal Jean Le Veneur en 1540.
- 1540- : Barthélemy Gaugier (†1541), abbé de Joyenval.
- 1557 : Gérard Gilbaut
- Jean Milon, curé de Bruyères
- 1585-1597 : Etienne Dieutegard, moine de Saint-Denis.
- 1597 :  Jean Colletet, moine de Saint-Denis.
- Jacques Bayard (†1638), chanoine régulier de Sainte-Catherine-du-Val-des-Écoliers

#### Commende séculiere
- 1638 : Eustache de Conflans, abbé commendataire de Lonlay.
- - : César Leduc, précepteur du précédent.
- - : François Tallemant (1620-1693), aumônier du roi Louis XIV pendant 24 ans, puis premier aumônier de Madame[note 2].
- 1693 : Louis Le Bègue de Majainville (1664-†1737), docteur en théologie de la faculté de Paris
- 1737 : Joseph Richard, prêtre chapelain ordinaire du roi, abbé commendataire.
- 1753 : Dominique de Bellon ou de Bellou ou de Betten (1693-†1782), chanoine du chapitre de chanoines de la  cathédrale de Chartres, prieur de Saint- Nicolas de Ploërmel et de Saint-Martin de Trédion[2]
- 1772-1780 : Jean-François-Ange d'Eymard [note 3]

## Description

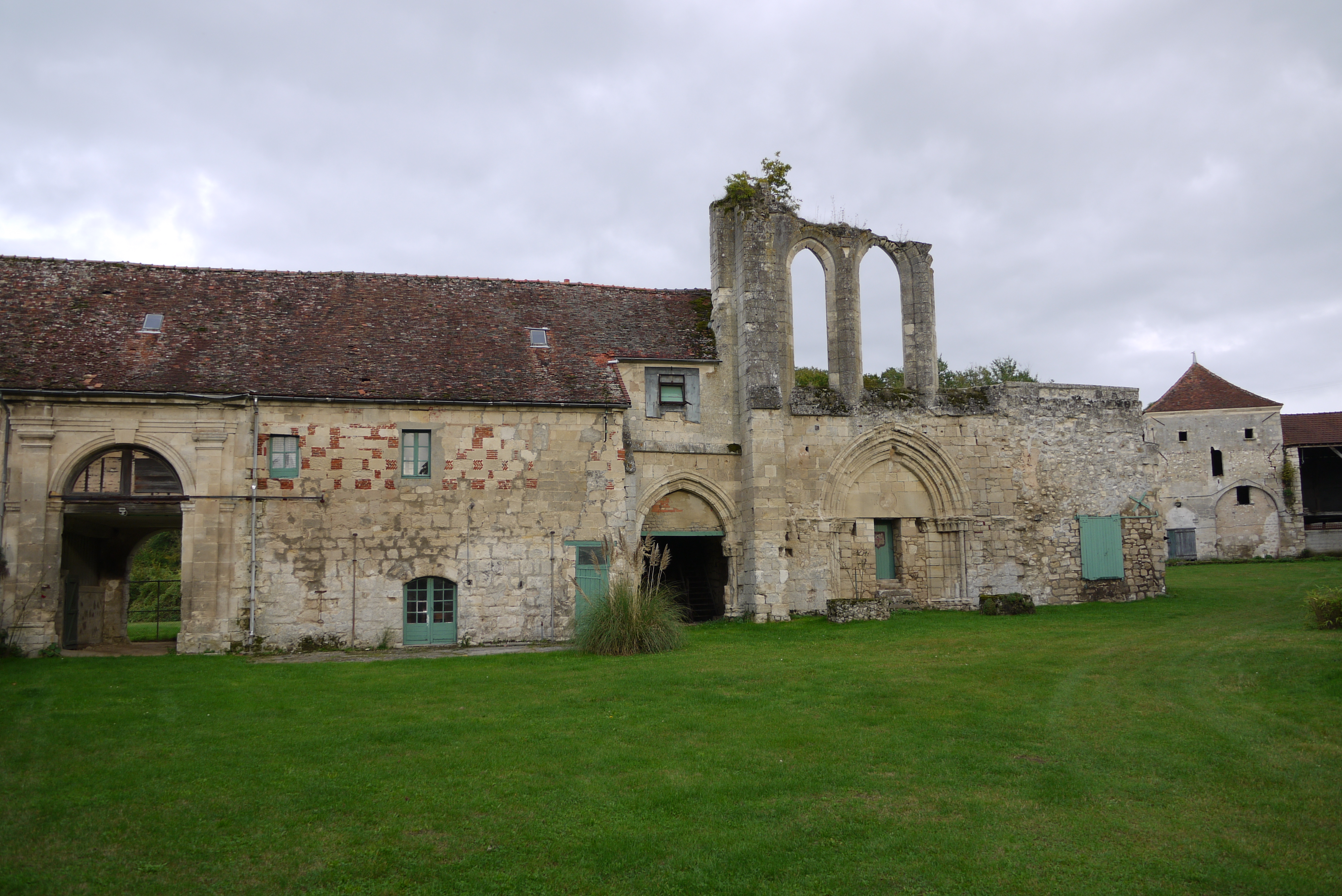
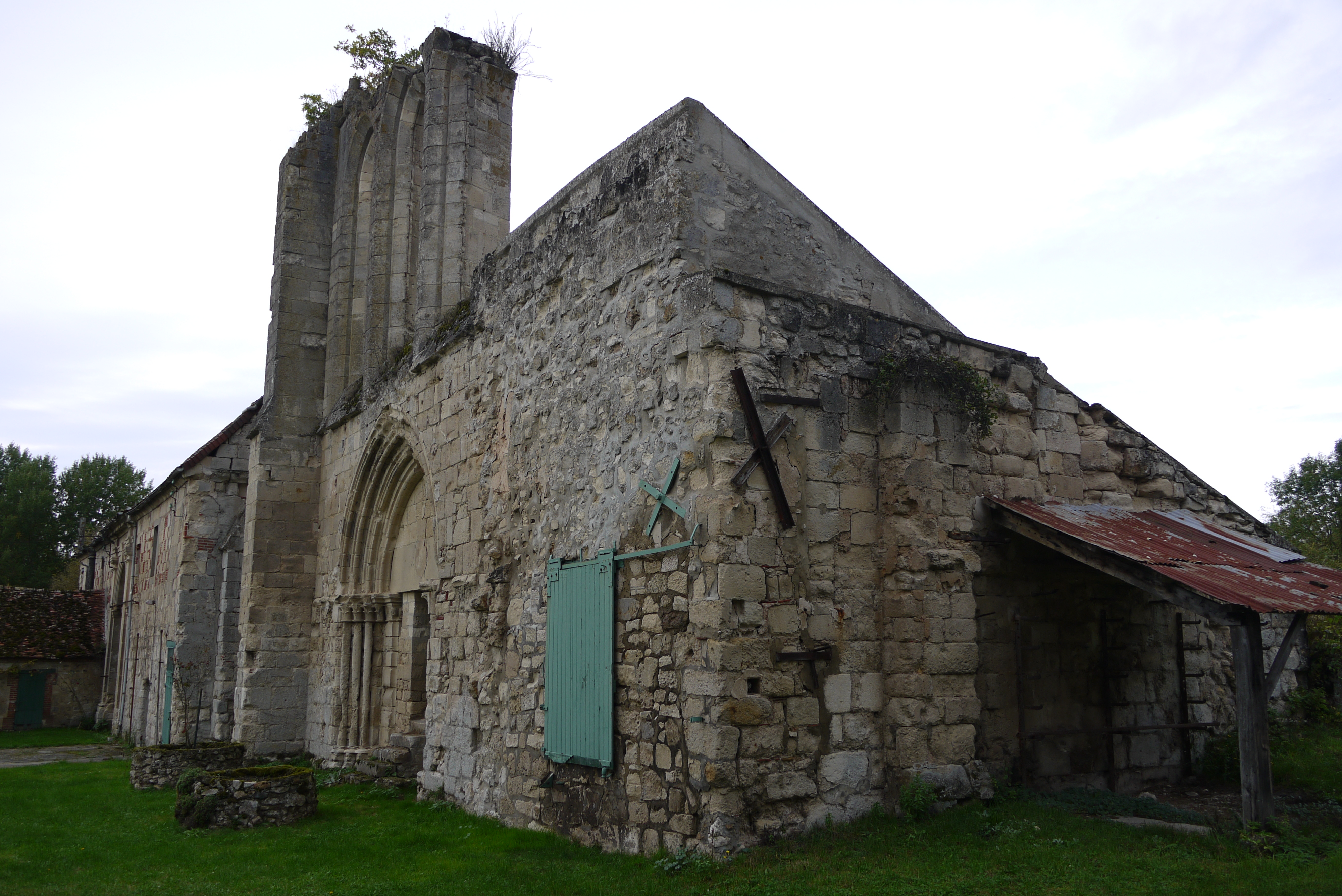
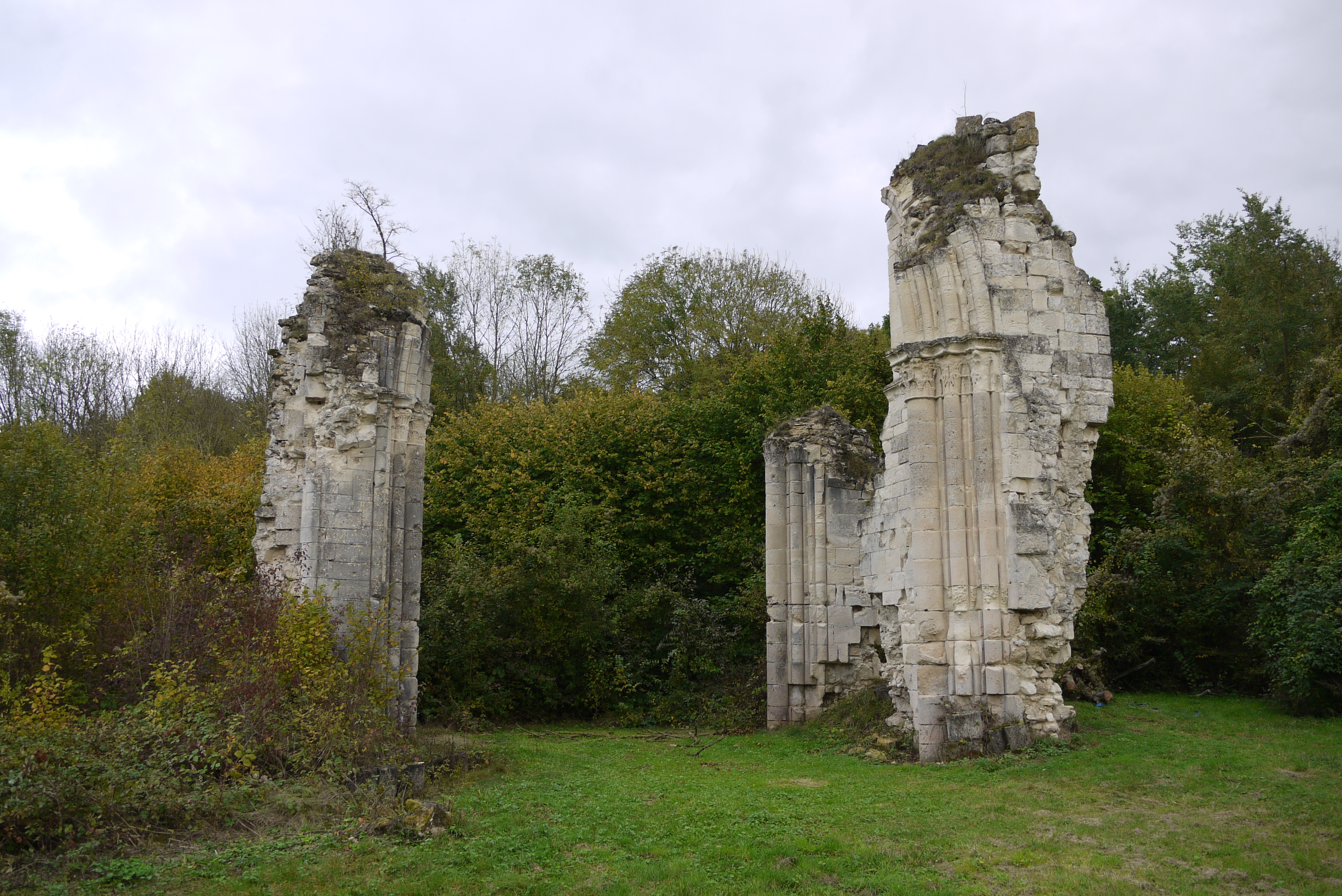

L'abbé Pécheur écrit en 1859, « L'abbaye a été transformée en ferme, il reste une partie du cloître qui sert de bergerie. Sa reconstruction ne remonte pas au-delà du XIIe siècle. Les ruines de l'église offrent seules quelque intérêt. Cet édifice peu étendu était d'une belle construction, si on en juge par les quatre pans de murailles. le portail et une partie du bas-côté de droite qui sont encore debout...La pierre s'y est conservée belle et intacte. Sa construction remonte au XIIe siècle dont elle porte tous les caractères, c'est-à-dire au temps de la fondation. Les chapiteaux des colonnes qui soutenaient les voûtes du sanctuaire et l'arc triomphal ont été travaillés avec le plus grand soin et ont conservé toute leur pureté primitive ainsi que les arceaux qu'ils supportent. Ils rappellent ceux du sanctuaire et du chœur de l'église d'Oulchy-le-Château, pour le dessin de leurs feuillages fantastiques et de leurs ornements. »

## Reliquaire
- Crâne de saint Ghislain.
- Humérus de saint Gilles.

## Patrimoine foncier
L'abbaye possédait des biens à Arcy-Sainte-Restitue, à Brasles (domaine de Chateau-Frileux), à Bruyères (Ferme de Corbeny), à Le Plessier-Huleu (ferme de Martinprez),  à Villeneuve-sur-Fère (ferme de Belle-Fontaine)

## Héraldique
| Armoiries de l'abbaye du Val-Chrétien | Les armes de l'abbaye se blasonnent ainsi : D'argent à la croix alésée de gueules, accolée d'une couronne d'épine de sinople, accompagnée de trois fleurs-de-lis du second émail. |